# Đại Sơn, Hải Phòng
Đại Sơn là một xã thuộc thành phố Hải Phòng, Việt Nam.
Tên của xã được ghép từ tên của hai xã cũ là Đại Đồng và Kỳ Sơn.

## Địa lý
Xã Đại Sơn nằm ở phía bắc huyện Tứ Kỳ, có vị trí địa lý:
- Phía đông giáp huyện Thanh Hà
- Phía tây giáp huyện Gia Lộc
- Phía nam giáp xã Hưng Đạo
- Phía bắc giáp huyện Thanh Hà và thành phố Hải Dương.

Xã Đại Sơn có diện tích 9,74 km², dân số năm 2018 là 9.401 người, mật độ dân số đạt 965 người/km².

## Lịch sử
Xã Đại Sơn trước đây vốn là hai xã Đại Đồng và Kỳ Sơn thuộc huyện Tứ Kỳ.
Xã Đại Đồng được thành lập từ sau cách mạng tháng 8 năm 1945, trên cơ sở sáp nhập các xã cũ: Liêu Xá, Nghĩa Dũng, Nghĩa Xá; các xã cũ chuyển thành 3 thôn thuộc xã Đại Đồng.
Xã Kỳ Sơn, năm 1946 có tên là Ngô Sơn sau khi đã hợp nhất các xã: Mỗ Đoạn, Hương Quất, Bỉnh Di, Phạm Xá. Năm 1949, Ngô Sơn hợp với Mỹ Ngọc để thành xã Ngọc Sơn. Năm 1956, các làng Mỗ Đoạn, Hương Quất, Bỉnh Di tách khỏi Ngọc Sơn để hình thành nên xã Kỳ Sơn như sau này.
Trước khi sáp nhập, xã Đại Đồng có diện tích 6,61 km², dân số là 5.901 người, mật độ dân số đạt 893 người/km². Xã Kỳ Sơn có diện tích 3,13 km², dân số là 3.500 người, mật độ dân số đạt 1.118 người/km².
Ngày 16 tháng 10 năm 2019, Ủy ban Thường vụ Quốc hội ban hành Nghị quyết số 788/NQ-UBTVQH14 về việc sắp xếp các đơn vị hành chính cấp huyện, cấp xã thuộc tỉnh Hải Dương (nghị quyết có hiệu lực từ ngày 1 tháng 12 năm 2019). Theo đó, sáp nhập toàn bộ diện tích và dân số của hai xã Đại Đồng và Kỳ Sơn thành xã Đại Sơn.

## Giáo dục - khoa cử
Làng Hương Quất có 4 tiến sĩ Nho học trong lịch sử và là 1 trong 2 làng của huyện Tứ Kỳ xưa (cùng với La Xá) có nhiều tiến sĩ Nho học nhất:
- Chu Thiêm Uy (Thám hoa 1448).
- 3 anh em tiến sĩ (Nguyễn Thiện - 1448, Nguyễn Thận - 1453, Nguyễn Tài, 1463)
Làng Nghĩa Dũng có tiến sĩ Phạm Đức Mậu (1583).